# Monastero di Santa Caterina (Ghedi)
Il monastero di Santa Caterina è stato un ente religioso sorto a Ghedi, in provincia di Brescia, tra la fine del XV e l'inizio del XVI secolo.

## Storia

### La formazione dell'ordine ghedese delle Mantellate
Alla fine del XV secolo un numero imprecisato di donne devote decise di riunirsi, nel ghedese, come monache Mantellate e quindi come Terziarie dell'ordine degli Eremitani di sant'Agostino. L'autorità a cui rispondevano, al tempo, era quella del priore di san Barnaba a Brescia. Dopo pochi anni, volendo esse stesse formare una congregazione di monache indipendente e quindi un monastero vero e proprio, entrarono in contatto con una suora del monastero di San Benedetto a Salò, tale Margherita Setti da Maderno: quest'ultima, una volta ottenuto il permesso formale da Paolo Zane, l'allora vescovo di Brescia, creò un monastero nel paese, fondando nel 1501 una comunità di religiose dedicata appunto a santa Caterina "vergine e martire".
Le sei monache del monastero ghedese fecero dunque voto di povertà assoluta rinunciando ai loro beni, tra i quali figuravano tre case, un piccolo appezzamento di terra ed alcune mobilie, a condizione che fossero vestite come Mantellate e che la medesima suor Margherita Setti le amministrasse in quanto badessa. Dal ricavato in denaro dei già citati possedimenti si sarebbero dovuti ricavare, inoltre, un monastero più ampio ed una chiesa annessa per l'ordine di monache.

### La disputa legale
Tuttavia, dopo soli otto mesi di permanenza nell'ordine, quattro delle sei professanti abbandonarono l'ordine e fondarono un convento a sé stante, dipendente da quello di santa Croce a Brescia. A questo punto si aprì anche una disputa, innescata proprio dalle religiose uscenti e dal priore di san Barnaba di Brescia, secondo cui le donazioni fatte a suor Margherita fossero da ritenersi nulle; le suddette monache, forti del supporto del priore e di monsignor Bernardino Fabio, giudice degli Eremitani di Sant'Agostino, riottennero i beni in precedenza donati alla priora, in data 25 aprile 1502. La badessa, tuttavia, presentò ricorso direttamente all'allora papa Giulio II contro le monache uscenti ed i padri eremitani: indicò come preposto del processo frate Ottaviano Avogadro di Crema ed appartenente all'ordine degli Umiliati. Quest'ultimo, tuttavia, decise di non procedere oltre e la querelle s'interruppe, seppur solo temporaneamente.
Si arrivò ad un comune accordo solo nel 1520 quando, dopo diversi processi, si decise di elargire un terzo dei beni delle Mantellate, oggetto della disputa, appunto alle monache mantellate stesse, mentre i due terzi restanti al neonato monastero di santa Croce, riconosciuto ufficialmente dall'omonimo monastero di santa Croce a Brescia il 26 aprile 1512.

### I due diversi ordini
Ne consegue che a Ghedi esistessero due differenti ordini di monache agostiniane: l'uno, quello delle Mantellate, che godeva di un proprio monastero con annessa una piccola chiesa e volgarmente chiamato "dell'abito berrettino" o "dell'abito di San Girolamo"; l'altro, quello di Santa Croce, celebrava invece le messe nella parrocchiale ed i suoi membri erano conosciute come le "monache dell'abito di Sant'Agostino". Dato il numero comunque molto esiguo di monache in ambedue le congregazioni, il vicario generale degli Eremitani di sant'Agostino, Teofilo da Treviglio, impedì ad entrambe le istituzioni religiose di accettare novizie.
In seguito l'arcivescovo Carlo Borromeo, durante la visita pastorale compiuta a Ghedi nel corso del 1580, visitò ambedue le comunità di monache e lasciò disposizioni ben precise circa i due piccoli ordini: stabilì in primo luogo che le tre professe di santa Croce si aggregassero all'omonimo convento di Brescia, mentre che le Mantellate di s. Caterina fossero annesse alla realtà conventuale di San Paolo o ad altre, a discrezione del vescovo di Brescia; tali provvedimenti furono intrapresi solamente nel 1586, quando il cardinale e vescovo Gianfrancesco Morosini mandò le proprie carrozze sino a Ghedi per trasferire le monache di s. Agostino a Brescia, scortate da Alessandro Luzzago; le religiose di santa caterina furono invece trasferite nel 1593.

## La chiesa
La modesta chiesa dedicata a Caterina d'Alessandria è stata nominata in tal modo proprio per la vicinanza e per il ricordo dell'omonimo monastero delle Mantellate; è stata costruita, infatti, a partire dal 1630 dalla comunità ghedese a memoria dei morti di peste di quello stesso anno. La chiesetta tenne questo titolo fino allo scambio nominativo con la chiesa del Suffragio in castello, attigua al palazzo comunale. Nella medesima chiesa, poi intitolata a santa Caterina, fu istituita tramite decreto vescovile, in data 24 aprile 1643, la congregazione dei disciplini di s. Girolamo e di san Filippo Neri, soggetta sia alle autorità ecclesiastiche sia a quelle comunali.